# Edvardas
Edvardas ist ein litauischer männlicher Vorname (abgeleitet von Eduard).

## Personen
- Edvardas Adamkevičius (1888–1957), Divisionsgeneral der litauischen Armee
- Edvardas Gružas (1949–2004), Verwaltungsjurist, Polizeigeneralkommissar
- Edvardas Kaniava (* 1937), Sänger und Politiker, Mitglied des Seimas
- Edvardas Karečka (* 1942), Politiker, Mitglied des Seimas
- Edvardas Makelis (*  1954), Agronom und Politiker,  Landwirtschaftsminister
- Edvardas Mažeikis (* 1961),  Generalmajor der litauischen Luftstreitkräfte
- Edvardas Prichodskis (1936–2012), sowjetlitauischer Politiker, Ehrenbürger von Jonava
- Edvardas Raugalas (1942–2023), Politiker, Vizeminister